# Pediobius quadricarinatus
Pediobius quadricarinatus är en stekelart som först beskrevs av Girault 1913.  Pediobius quadricarinatus ingår i släktet Pediobius och familjen finglanssteklar. Inga underarter finns listade i Catalogue of Life.